# Josias von Heeringen
Josias von Heeringen (Kassel, 9 maart 1850 - Berlin-Charlottenburg, 9 oktober 1926) was een Duits militair en generaal tijdens de Eerste Wereldoorlog.

## Biografie
Von Heeringen werd geboren in het Keurvorstendom Hessen in een militaire familie. Zijn vader diende voor de keurvorst en zijn jongere broer, August, zou later admiraal worden in het keizerrijk. Hij ging in 1867 in Pruisische militaire dienst. Hij diende in het Pruisische leger tijdens de Frans-Duitse Oorlog en vocht mee in de Slag bij Wörth. Na zijn militaire loopbaan ging Josias von Heeringen werken voor het ministerie van oorlog. Zo was hij tussen 1892 en 1895 afdelingschef bij de generaalsstaf. Drie jaar later werd hij benoemd tot majoor-generaal.
Tussen 1909 en 1913 was hij Pruisisch minister van Oorlog. Toen de Eerste Wereldoorlog uitbrak kreeg hij het bevel over het Zevende Leger. Tijdens die oorlog wist hij succesvol de Elzas tegen de Fransen te verdedigen tijdens de slag om Muhlhouse waarvoor hij de onderscheiding van de Pour le Mérite kreeg. Hij behield zijn post bij het Zevende Leger totdat hij in 1916 werd overgeplaatst naar de kustverdediging voor de rest van de oorlog.
Na de oorlog was Josias von Heeringen tussen 1918 en 1926 voorzitter van de Kyffhäuserbund. Hij stierf in 1926 en werd begraven op het Invalidenfriedhof.

## Militaire loopbaan
- Fahnrich: 1867[1][2]
- Leutnant: 10 augustus 1868[1]
- Oberleutnant: 15 juni 1873[1]
- Hauptmann: 13 mei 1880[1]
- Major: 22 maart 1887[1]
- Oberst-Lieutenant: 18 juni 1892[1]
- Oberst: 13 mei 1895[1]
- Generalmajor: 20 juli 1898[1][2]
- Generalleutnant: 7 juli 1901[1]
- General der Infanterie: 16 oktober 1906[1]
- Generaloberst: 27 januari 1914[1]

## Onderscheidingen
- Pour le Mérite op 28 augustus 1915[1][3]
  - Eikenloof op 28 augustus 1916[1][3]
- IJzeren Kruis 1914, 1e klasse en 2e klasse[1]

- Bibliothèque nationale de France: cb17057753c (data)
- Gemeinsame Normdatei: 117509760
- International Standard Name Identifier: 0000 0000 1022 3508
- Système universitaire de documentation: 261736175
- Virtual International Authority File: 52469199
- WorldCat: E39PBJwhtfwmfvVGhYw4xCr8YP